# Le Square
Pour les articles homonymes, voir Square.
Le Square est un roman et une pièce de théâtre de Marguerite Duras paru le 6 septembre 1955 aux éditions Gallimard et créée le 17 septembre 1957 au Studio des Champs-Elysées dans une version abrégée, reprise en 1961 au Théâtre des Mathurins.

## Historique
La version intégrale de la pièce est créée le 15 janvier 1965 au Théâtre Daniel-Sorano.

## Résumé
Le texte est présenté comme un long dialogue entre deux personnages. L'action se déroule sur le banc d'un square. Une jeune femme, qui s'occupe de l'enfant d'une autre, n'est pas satisfaite de sa condition et de ses contraintes. Pour y échapper elle se rend au bal chaque samedi en espérant trouver un mari. Un homme plus âgé, représentant de commerce, a une attitude blasée et n'est pas spécialement intéressé par le couple. Une discussion sur leurs conditions respectives a lieu : la femme porte un jugement sévère sur la sienne. Malgré une fin ouverte, le texte se termine par l'espoir de la venue de l'homme au bal du samedi. La fin du dialogue marque celle de l'œuvre, conclue par : 
«  Cela fait du bien, oui, c'est après que c'est un peu ennuyeux, après qu'on a parlé. Le temps devient  trop lent. Peut-être qu'on ne devrait jamais parler.  »

## Adaptations théâtrales
1956 Studio des Champs-Elysées - Création
- mise en scène Claude Martin
- Ketty Albertini : Elle
- R.J. Chauffard : Lui

1961 Théâtre des Mathurins
- mise en scène José Quaglio
- Édith Scob : Elle
- R.J. Chauffard : Lui

1965 Théâtre Daniel-Sorano
- mise en scène Alain Astruc
- Évelyne Istria : Elle
- Alain Astruc : Lui

1995 Comédie-Française, Théâtre du Vieux-Colombier
- mise en scène Christian Rist
- Jeanne Balibar : Elle
- Simon Eine : Lui

2004 Théâtre de la Commune
- mise en scène Didier Bezace
- Clotilde Mollet : Elle
- Hervé Pierre : Lui

2007 Théâtre de Poitiers
- mise en scène Nicolas Fleury
- Claire Lasne : Elle
- Laurent Ziserman : Lui

## Éditions
- Le Square, éditions Gallimard, 1955  (ISBN 2070220974).